# Liste du patrimoine immobilier classé d'Erquelinnes
Cette page regroupe l'ensemble du patrimoine immobilier classé de la commune belge d'Erquelinnes.
| Objet | Année de construction / Architecte | Adresse            | Section communale           | Coordonnées                      | Numéro d’inventaire | Illustration |
| --- | ---------------------------------- | ------------------ | --------------------------- | -------------------------------- | ------------------- | --- |
| Les tours, le corps de logis et l'écurie de la ferme du château de Montignies-Saint-Christophe                                                         |                                    |                    | Montignies-Saint-Christophe | 50° 17′ 01″ nord, 4° 11′ 10″ est | 56022-CLT-0001-01   | Les tours, le corps de logis et l'écurie de la ferme du château de Montignies-Saint-Christophe                                                         |
| Pont dit Pont Romain, sis à Montignies-Saint-Christophe                                                                                                |                                    |                    | Montignies-Saint-Christophe | 50° 16′ 58″ nord, 4° 10′ 58″ est | 56022-CLT-0002-01   | Pont dit Pont Romain, sis à Montignies-Saint-Christophe                                                                                                |
| Ensemble formé par le pont Romain (classé comme monument par arrêté royal du 30 mars 1962) et les terrains environnants, à Montignies-Saint-Christophe |                                    |                    | Montignies-Saint-Christophe | 50° 16′ 57″ nord, 4° 10′ 52″ est | 56022-CLT-0003-01   | Ensemble formé par le pont Romain (classé comme monument par arrêté royal du 30 mars 1962) et les terrains environnants, à Montignies-Saint-Christophe |
| L'église Saint-Médard, à Solre-sur-Sambre |                                    |                    | Solre-sur-Sambre            | 50° 18′ 34″ nord, 4° 09′ 05″ est | 56022-CLT-0004-01   | L'église Saint-Médard, à Solre-sur-Sambre |
| Ensemble formé par le château de Solre-sur-Sambre |                                    |                    | Solre-sur-Sambre            | 50° 18′ 35″ nord, 4° 09′ 21″ est | 56022-CLT-0005-01   | Ensemble formé par le château de Solre-sur-Sambre |
| La tour de la Ferme du Clocher, à Solre-sur-Sambre |                                    | Route de Mons 182  | Solre-sur-Sambre            | 50° 18′ 21″ nord, 4° 08′ 49″ est | 56022-CLT-0006-01   | La tour de la Ferme du Clocher, à Solre-sur-Sambre |
| Chapelle Saint-Antoine, à Solre-sur-Sambre |                                    |                    | Solre-sur-Sambre            | 50° 18′ 28″ nord, 4° 09′ 14″ est | 56022-CLT-0007-01   | Chapelle Saint-Antoine, à Solre-sur-Sambre |
| Les façades et toitures des bâtiments formant la ferme de la Tour sise rue Notre-Dame, 18                                                              |                                    | Rue Notre-Dame, 18 | Erquelinnes                 | 50° 18′ 38″ nord, 4° 07′ 29″ est | 56022-CLT-0008-01   | Image manquanteTéléverser |